# ویلانووا تولو
ویلانووا تولو (به ایتالیایی: Villanova Tulo) یک کومونه در ایتالیا است که در استان کالیاری واقع شده‌است. ویلانووا تولو ۴۰٫۳ کیلومتر مربع مساحت و ۱٬۱۶۴ نفر جمعیت دارد و ۶۰۰ متر بالاتر از سطح دریا واقع شده‌است.